# Provincia de Battambang
La Provincia de Battambang (o también Batdambang) es una provincia de Camboya ubicada en el noroeste del país. Su capital es la Ciudad de Battambang, que a su vez es la segunda ciudad de Camboya. Limita al norte con la provincia de Banteay Mean Chey, al noreste con la de Siem Riep, al sur y al sureste con la de Pursat, y al oeste con el Tailandia (provincias de Chanthaburi y Sa Kaeo).

## Historia
Cerca de Battambang se encuentran los dos templos angkorianos Wat Ek Phnom y Wat Banan.
La provincia, muy cerca de la frontera con Tailandia, ha sido centro de disputas entre las dos culturas por siglos, especialmente después de la decadencia del Imperio jemer. 
Antes de la llegada de los franceses y la constitución del llamado Protectorado Francés durante la segunda mitad del siglo XIX, estaba bajo mando tailandés. Solo con la derrota de Tailandia por parte de Francia, Camboya recuperó las provincias occidentales y definió el actual mapa político que fue reducido considerablemente después de la caída de Angkor. 
El prefecto apostólico de Battambang, Paul Tep-im Sotha, fue asesinado por los jemeres rojos en 1975. Actualmente la provincia está regida por la segunda ciudad en importancia del país.

## Geografía
Battambang ocupa una superficie de 11 702 km², un área similar a la de la isla de Jamaica. Está atravesada por la llanura camboyana y se encuentra entre dos sistemas geográficos importantes. 
Al noreste tiene bordes con el Lago Sap (Tonlé Sap en jemer) y la capital provincial, Ciudad de Battambang, está directamente conectada a este por un canal que a su vez se convierte en vía fluvial cuya navegación es facilitada en tiempos de lluvias y que hace posible los viajes por agua a Phnom Penh. Al sur está bordeada por el sistema de las Montes Cardamomos. 
La atraviesa la vía férrea que comunica a Phnom Penh con Bangkok, pero las condiciones de esta en Camboya son pobres y con tramos abandonados. La Carretera 5 viene de Phnom Penh y conecta a la provincia con la Pursat y la Kompung Chinang al este y la Banteay Mean Chey al oeste.

## División política
La provincia se subdivide en 13 distritos:
- 0201 Banan
- 0202 Thma Koul
- 0203 Ciudad de Battambang
- 0204 Bavel
- 0205 Aek Phnum
- 0206 Moung Ruessei
- 0207 Rotanak Mondol
- 0208 Sangkae
- 0209 Samlout
- 0210 Sampov Lun
- 0211 Phnum Proek
- 0212 Kamrieng
- 0213 Koas Krala